# Paízo
Salomão Manuel Troco znany jako Paízo (ur. 10 maja 1992 w Luandzie) – angolski piłkarz grający na pozycji lewego obrońcy. Jest wychowankiem klubu CD Primeiro de Agosto.

## Kariera klubowa
Swoją karierę piłkarską Paízo rozpoczął w klubie Primeiro de Agosto. W 2012 roku zadebiutował w nim w pierwszej lidze angolskiej. Wraz z tym klubem wywalczył cztery tytuły mistrza Angoli w sezonach 2016, 2017, 2018 i 2018/2019, pięć wicemistrzostw w sezonach 2012, 2013, 2015, 2019/2020 i 2021/2022 oraz zdobył Puchar Angoli w sezonie 2018/2019.
| Sezon   | Klub               | Kraj   | Rozgrywki | Mecze | Gole |
| ------- | ------------------ | ------ | --------- | ----- | ---- |
| 2012    | Primeiro de Agosto | Angola | Girabola  | 9     | 0    |
| 2013    | Primeiro de Agosto | Angola | Girabola  | 14    | 1    |
| 2014    | Primeiro de Agosto | Angola | Girabola  | 19    | 2    |
| 2015    | Primeiro de Agosto | Angola | Girabola  | 22    | 0    |
| 2016    | Primeiro de Agosto | Angola | Girabola  | 24    | 0    |
| 2017    | Primeiro de Agosto | Angola | Girabola  | 26    | 0    |
| 2018    | Primeiro de Agosto | Angola | Girabola  | 21    | 0    |
| 2018/19 | Primeiro de Agosto | Angola | Girabola  | 23    | 2    |
| 2019/20 | Primeiro de Agosto | Angola | Girabola  | 18    | 1    |
| 2020/21 | Primeiro de Agosto | Angola | Girabola  | ?     | ?    |
| 2021/22 | Primeiro de Agosto | Angola | Girabola  | ?     | ?    |

## Kariera reprezentacyjna
W reprezentacji Angoli Paízo zadebiutował 16 czerwca 2015 w przegranym 1:2 towarzyskim meczu z Południową Afryką, rozegranym w Lubango. W 2019 roku został powołany na Puchar Narodów Afryki 2019. Na tym turnieju rozegrał jeden mecz grupowy, z Madagaskarem.